# Eleição municipal em Teresina em 1996
A Eleição municipal em Teresina em 1996 ocorreu no dia 3 de outubro do mesmo ano, para a eleição de um prefeito, um vice-prefeito e mais 21 vereadores, os quais foram empossados em 1º de janeiro de 1997 para mandatos de quatro anos.
Como nenhum dos candidatos atingiram 50+1% houve segundo turno em 15 de novembro do mesmo ano entre Firmino Filho (PSDB) e Alberto Silva (PMDB), vencendo a disputa eleitoral Firmino Filho, governando a cidade pelo período de 1º de janeiro de 1997 a 31 de dezembro de 2000.

## Candidatos
|  | Nº | Candidato(a) a prefeito | Candidato(a) a prefeito                               | Candidato(a) a vice-prefeito | Candidato(a) a vice-prefeito                                         | Coligação |
|  | -- | ----------------------- | ----------------------------------------------------- | ---------------------------- | -------------------------------------------------------------------- | --- |
|  | 15 |                         | Alberto Silva (PMDB) Alberto Tavares Silva            |                              | Henrique Rebelo (PPB) João Henrique Ferreira de Alencar Pires Rebelo | "PMDB/PPB" - Partido do Movimento Democrático Brasileiro (PMDB) - Partido Progressista Brasileiro (PPB) |
|  | 45 |                         | Firmino Filho (PSDB) Firmino da Silveira Soares Filho |                              | Miranda Dantas (PSDB) Antônio José de Miranda Dantas                 | Partido não coligado - Partido da Social Democracia Brasileira (PSDB) |
|  | 16 |                         | Gervásio Santos (PSTU) João Gervásio dos Santos Neto  |                              | Célia Maria Oliveira (PSTU) Célia Maria Oliveira                     | Partido não coligado - Partido Socialista dos Trabalhadores Unificado (PSTU) |
|  | 25 |                         | Leal Júnior (PFL) Sebastião Rocha Leal Júnior         |                              | Moisés Reis (PFL) Moisés Ângelo de Moura Reis                        | Partido não coligado - Partido da Frente Liberal (PFL) |
|  | 13 |                         | Nazareno Fonteles (PT) José Nazareno Cardeal Fonteles |                              | Wellington Dias (PT) José Wellington Barroso de Araújo Dias          | Partido não coligado - Partido dos Trabalhadores (PT) |
|  | 65 |                         | Osmar Júnior (PCdoB) Osmar Ribeiro de Almeida Júnior  |                              | Aluizio Leitão (PMN) Aluizio Fraga Leitão                            | não conhecido - Partido Comunista do Brasil (PCdoB) - Partido da Mobilização Nacional (PMN) - Partido Democrático Trabalhista (PDT) - Partido Popular Socialista (PPS) - Partido Socialista Brasileiro (PSB) |
|  | 14 |                         | Paulo Freitas (PTB) Paulo de Tarso Melo e Freitas     |                              | Ruthneia Costa (PRP) Ruthnéia Vieira Lima Costa                      | "PTB/PRP" - Partido Trabalhista Brasileiro (PTB) - Partido Republicano Progressista (PRP) |
|  | 22 |                         | Xavier Neto (PL) Guilherme Xavier de Oliveira Neto    |                              | Luís Alvino Pereira (PL) Luís Alvino Marques Pereira                 | "PL/PSC" - Partido Liberal (PL) - Partido Social Cristão (PSC) |

## Resultados da eleição

### Prefeito
| 1º Turno 3 de outubro de 1996 | 1º Turno 3 de outubro de 1996 | 1º Turno 3 de outubro de 1996 | 1º Turno 3 de outubro de 1996 |
| Candidato(a)                  | Vice                          | Votação                       | Votação                       |
| Candidato(a)                  | Vice                          | Total                         | Porcentagem                   |
| ----------------------------- | ----------------------------- | ----------------------------- | ----------------------------- |
| Firmino Filho (PSDB)          | Miranda Dantas (PSDB)         | 94.207                        | 39,79%                        |
| Alberto Silva (PMDB)          | Henrique Rebelo (PPB)         | 89.167                        | 37,66%                        |
| Nazareno Fonteles (PT)        | Wellington Dias (PT)          | 44.262                        | 18,69%                        |
| Leal Júnior (PFL)             | Moisés Reis (PFL)             | 4.354                         | 1,84%                         |
| Paulo Freitas (PTB)           | Ruthneia Costa (PRP)          | 2.228                         | 0,94%                         |
| Osmar Júnior (PCdoB)          | Aluizio Leitão (PMN)          | 1.373                         | 0,58%                         |
| Xavier Neto (PL)              | Luís Alvino Pereira (PL)      | 608                           | 0,26%                         |
| Gervásio Santos (PSTU)        | Célia Maria Oliveira (PSTU)   | 565                           | 0,24%                         |
| Total de votos válidos        | Total de votos válidos        | 236.764                       | 100,00%                       |
| Votos apurados                |                               |                               |                               |
| Votos válidos                 | Votos válidos                 | 236.764                       | 89,52%                        |
| Votos em branco               | Votos em branco               | 3.480                         | 1,32%                         |
| Votos nulos                   | Votos nulos                   | 24.238                        | 9,16%                         |
| Total de votos apurados       | Total de votos apurados       | 264.482                       | 100,00%                       |
| Eleitores                     |                               |                               |                               |
| Comparecimento                | Comparecimento                | 264.482                       | 79,12%                        |
| Abstenções                    | Abstenções                    | 69.812                        | 20,88%                        |
| Total de eleitores            | Total de eleitores            | 334.294                       | 100,00%                       |

| 2º Turno 15 de novembro de 1996 | 2º Turno 15 de novembro de 1996 | 2º Turno 15 de novembro de 1996 | 2º Turno 15 de novembro de 1996 |
| Candidato(a)                    | Vice                            | Votação                         | Votação                         |
| Candidato(a)                    | Vice                            | Total                           | Porcentagem                     |
| ------------------------------- | ------------------------------- | ------------------------------- | ------------------------------- |
| Firmino Filho (PSDB)            | Miranda Dantas (PSDB)           | 127.686                         | 53,30%                          |
| Alberto Silva (PMDB)            | Henrique Rebelo (PPB)           | 111.888                         | 46,70%                          |
| Total de votos válidos          | Total de votos válidos          | 239.574                         | 100,00%                         |
| Votos apurados                  |                                 |                                 |                                 |
| Votos válidos                   | Votos válidos                   | 239.574                         | 92,68%                          |
| Votos em branco                 | Votos em branco                 | 2.792                           | 1,08%                           |
| Votos nulos                     | Votos nulos                     | 16.135                          | 6,24%                           |
| Total de votos apurados         | Total de votos apurados         | 258.501                         | 100,00%                         |
| Eleitores                       |                                 |                                 |                                 |
| Comparecimento                  | Comparecimento                  | 258.501                         | 77,33%                          |
| Abstenções                      | Abstenções                      | 75.793                          | 22,67%                          |
| Total de eleitores              | Total de eleitores              | 334.294                         | 100,00%                         |

### Vereadores eleitos
Coube ao PSDB eleger a maior bancada com sete assentos em vinte e um possíveis cabendo a Rodrigo Ferraz, filho do ex-prefeito Wall Ferraz, a maior votação em números absolutos. Dos quatorze vereadores de oposição sete apoiaram Alberto Silva e três apoiavam Leal Júnior, enquanto Nazareno Fonteles e Osmar Júnior elegeram dois vereadores cada. A partir de 1996 foi permitido o fracionamento das coligações proporcionais em relação às majoritárias.
| Vereadores eleitos no município | Partido | Votação | Percentual | Cidade onde nasceu | Unidade federativa |
| Rodrigo Ferraz                  | PSDB    | 7.393   | 3,24%      |                    |                    |
| Djalma Filho                    | PSDB    | 6.971   | 3,06%      |                    |                    |
| Valdinar Pereira                | PPB     | 4.716   | 2,07%      | Teresina           | Piauí              |
| Fernando Said                   | PSDB    | 4.660   | 2,04%      | Teresina           | Piauí              |
| Francisca Trindade              | PT      | 4.270   | 1,87%      | Teresina           | Piauí              |
| Carmem Lúcia                    | PSDB    | 3.662   | 1,61%      | Teresina           | Piauí              |
| Edson Melo                      | PSDB    | 3.588   | 1,57%      | Teresina           | Piauí              |
| Silas Freire                    | PMDB    | 3.543   | 1,55%      | Campo Maior        | Piauí              |
| Luiz Humberto Sebim             | PMDB    | 3.477   | 1,52%      | Teresina           | Piauí              |
| Chico Wilson                    | PSDB    | 3.406   | 1,49%      | Teresina           | Piauí              |
| Vieira Toranga                  | PFL     | 3.392   | 1,49%      |                    |                    |
| Marcos Almeida                  | PMDB    | 3.277   | 1,44%      | Teresina           | Piauí              |
| José Ferreira                   | PFL     | 3.273   | 1,44%      | Teresina           | Piauí              |
| Renato Berger                   | PFL     | 3.180   | 1,39%      | São Paulo          | São Paulo          |
| Olésio Coutinho                 | PSDB    | 3.054   | 1,34%      | Campo Maior        | Piauí              |
| Flora Izabel                    | PT      | 2.941   | 1,29%      | Teresina           | Piauí              |
| Brito Boson                     | PMDB    | 2.883   | 1,26%      | Floriano           | Piauí              |
| Marcos Silva                    | PMDB    | 2.813   | 1,23%      | Parnaíba           | Piauí              |
| Anselmo Dias                    | PCdoB   | 2.627   | 1,15%      | Fortuna            | Maranhão           |
| Joaquim dos Velhos              | PDT     | 2.458   | 1,08%      |                    | Piauí              |
| Ursulino Neto                   | PPB     | 2.306   | 1,01%      | Teresina           | Piauí              |